# Gonioctena interposita
Gonioctena interposita es una especie de insecto coleóptero de la familia Chrysomelidae.
Fue descrita científicamente en 1950 por Franz & Palmén.